# Kakuca Čolokašvili
Kaichosro Čolokašvili (Gruzínsky: ქაიხოსრო ჩოლოყაშვილი), lépe znám jako Kakuca (ქაქუცა) (14. července 1888 – 27. června 1930) byl gruzínský šlechtic a voják, který je považován za gruzínského národního hrdinu. Nejprve sloužil v ruské carské armádě, kde dosáhl hodnosti plukovníka, potom v letech 1918 – 1921 ve vojsku nezávislé Gruzie. Bojoval v 1. světové válce a po roce 1921 vedl guerillovou válku proti Bolševikům. Po neúspěšném Srpnovém povstání proti sovětské nadvládě v roce 1924 emigroval do Francie, kde zemřel na tuberkulózu. Jeho ostatky byly v roce 2005 exhumovány a převezeny do Tbilisi na hřbitov Mtacminda Panteon, kde leží ostatky významných Gruzínců.

## Mládí
Kakuca Čolokašvili se narodil na rodovém panství Čolokašviliů v Matani na východě Gruzie (tehdy Tbiliské gubernium). V roce 1907 složil maturitní zkoušku na tbiliském gymnáziu a vstoupil do ruské armády. Po dobu pěti let sloužil u tverského dragounského regimentu a pak se vrátil do Gruzie, kde se v roce 1913 oženil s kněžnou Nino Megvinetuchucesi.

## První světová válka
V roce 1914 byl kvůli válce Čolokašvili povolán zpět do služby, aby velel jízdní eskadře na rakouské frontě, kde utrpěl zranění. Když do války vstoupili Turci, byl Čolokašvili z lazaretu ihned převelen na novou Kavkazskou frontu, aby proti nim bojoval. Během bitvy o Sarıkamış v prosinci 1914 velel jízdě ve vojsku generála Gabašviliho a vyznamenal se při obsazení a následné obraně strategického „orlího hnízda“ proti turecké přesile. V bitvě opět utrpěl vážná zranění, ale za svou neohroženost byl vyznamenán zlatou šavlí. Po bitvě musel být převezen do Tbilisi do nemocnice svaté Nino. Když se vyléčil, stal se členem nově vzniklé gruzínské jízdní legie, která byla v roce 1915 vyslána na výpravu do Íránu. V roce 1916 se v Mezopotámii přidal k britským expedičním jednotkám bojujícím s Turky.

## Nezávislá Gruzie
Když v Rusku vypukla v roce 1917 revoluce, Čolokašvili se vrátil do Gruzie, aby podpořil hnutí za nezávislou Gruzii. Vstoupil do Gruzínské národní demokratické strany a na počátku roku 1918 pomáhal zformovat jednotky gruzínské armády. Když byla 26. května vyhlášena Gruzínská demokratická republika, byl Čolokašvili povýšen do hodnosti plukovníka a velel jízdnímu pluku ve válce s Arménií v roce 1918 a s Ruskem v roce 1921. V roce 1919 krátce působil jako ministr obrany.

## Vůdce partyzánů
V roce 1921 byla Gruzínská demokratická republika dobyta Rudou armádou a místo ní byla zřízena Gruzínská SSR. Čolokašvili, navzdory možnosti emigrovat, se rozhodl zůstat v Gruzii a stáhl se do hor, odkud organizoval guerillový odboj. Se svou skupinou bojoval proti jednotkám rudé armády a Čeky ve své domovině Kacheti. V červnu 1922 se přesunul do horského pásma v Chevsureti, kde se k jeho protisovětské odbojové skupině přidalo mnoho místních sedláků. Tam ho sice rudá armáda za podpory letectva dostala do obklíčení, ale Čolokašvilimu se povedlo uprchnout do sousedního Čečenska, odkud v listopadu vedl přímý útok na Gruzínskou SSR. V bojích zahynul jeho bratr Simon, zbytek jeho rodiny byl zatčen a jeho tchán popraven Čekou.
Nejtvrdší boje nastaly v roce 1924 po vypuknutí Srpnového povstání v Gruzii, na jehož přípravě se Čolokašvili aktivně podílel. 29. srpna se mu podařilo při překvapivém útoku dobýt město Manglisi, ale neudržel ho dlouho kvůli tomu, že nedorazily posily, takže se musel znovu stáhnout do hor, kde obsadil jiné městečko Dušeti, když 3. září rozdrtil jednotky rudé armády. Povstání nakonec bylo brutálně potlačeno s mnoha tisíci mrtvými a dalšími tisíci za trest popravenými, ale Čolokašvili se nehodlal vzdát. Snažil se, leč marně, zorganizovat zbytky sil svého hnutí na výpad proti Tbilisi, ale poslední bitva se v polovině září odehrála už v Chev-Grdzele v Kacheti, kde byl Čolokašviliho ozbrojený odboj ukončen. Čolokašvili vyšel z celého protisovětského odboje neporažen, ačkoliv ztratil většinu svých mužů, především díky tomu, že Rudá armáda používala proti němu i dělostřelectvo.
Po vyčerpání všech možností se Čolokašvili konečně rozhodl k emigraci. Přes Turecko, kde se spojil s mnohými jinými emigranty, se dostal do Francie, kde se snažil nějak protlouci, ale už v roce 1930 zemřel na tuberkulózu.

## Čolokašviliho odkaz

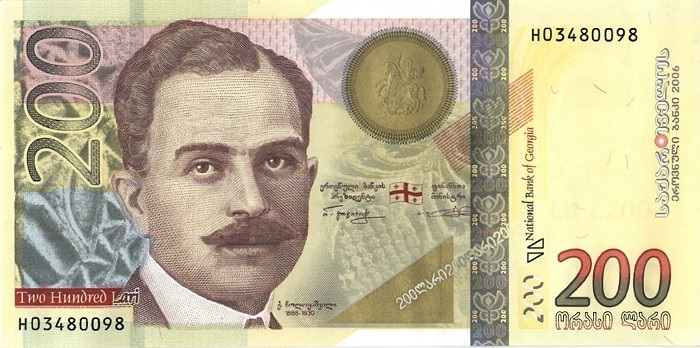
Bankovka 200 lari s portrétem Čolokašviliho

V sovětské Gruzii bylo cokoliv spojené s jeho jménem, zejména diskuze ohledně srpnového povstání v roce 1924, po dobu téměř 70 let zakázané. Až koncem 80. let se během národního hnutí vzpomnělo na jeho činy a stal se jedním ze symbolů gruzínského odporu proti sovětské nadvládě. Veřejnost se o něj začala ještě více zajímat s tím, jak se v roce 1990 do vlasti vraceli gruzínští emigranti a Čolokašviliho spolubojovníci v čele s jeho nejlepším přítelem Alexandrem Sulchanišvilim, který s sebou přivezl prapor Čolokašviliho odbojového hnutí.
Dne 21. listopadu 2005 byly jeho exhumované ostatky z francouzského hrobu převezeny do Gruzie na hřbitov Mtacminda Panteon. Obřadu se zúčastnilo tisíce lidí ze všech gruzínských krajů v čele s armádními špičkami, prezidentem Saakašvilim a dalšími politiky. Jeho portrét byl vytištěn na bankovku 200 lari a byla po něm pojmenována jedna z ulic Tbilisi, ve které, trochu osudově, zrovna sídlí ruská ambasáda.